# Луїс Карденас
Луїс Альберто Карденас Лопес або просто Луїс Карденас (ісп. Luis Alberto Cárdenas López; нар. 15 вересня 1993, Лос-Мочіс, Сіналоа, Мексика) — мексиканський футболіст, воротар клубу «Монтеррей».

## Клубна кар'єра
З 2009 по 2013 рік виступав за молодіжну команду «Монтеррея». За першу команду дебютував 18 вересня 2013 року в переможному (1:0) виїзному поєдинку 5-о туру кубку Мексики проти «Пуебли». Луїс вийшов на поле в стартовому складі та відіграв увесь матч. У мексиканській Прімері дебютував 10 січня 2016 року в переможному (1:0) домашньому поєдинку 1-о туру проти «УНАМ Пумас». Карденас вийшов на поле в стартовому складі та відіграв увесь матч.
Напередодні старту сезону 2017/18 років відправився в оренду до «Сакатепек». Дебютував у футболці нового клубу 23 липня 2017 року в нічийному (0:0) поєдинку 1-о туру Сегунди проти «Тампіко Мадеро». Луїс вийшов на поле в стартовому складі та відіграв увесь матч. У команді провів 28 матчів у мексиканському чемпіонаті, ще 3 поєдинки зіграв у кубку Мексики. По завершенні сезону повернувся до «Монтеррея». Напередодні старту сезону 2018/19 років відправився в оренду до представника Прімери ФК «Керетаро». Проте за цей колектив не зіграв жодного офіційного поєдинку, потрапивши 4 рази до заявки на матч кубку Мексики. По завершенні оренди повернувся до «Монтеррея».

## Кар'єра в збірній
У 2014 році зіграв 1 матч на Турнірі у Тулоні. У цьому змаганні мексиканці вибули вже в першому ж раунді. У 2014 році його також викликали до молодіжної збірної для участі в XXII Іграх країн Центральної Америки та Карибського басейну у Веракрузі, де зіграв в 1 матчі групового етапу. У цьому турнірі збірна Мексики стала чемпіоном. У 2015 році був викликаний до молодіжної збірної для участі в Турнірі у Тулоні, перебував у заявці в 4-х матчах на турнурі, проте в жодному з них на поле не виходив. Мексиканська ж «молодіжка» вибула вже в першому раунді.

## Досягнення
«Монтеррей»
- Прімера Дивізіон
  -  Чемпіон (1): 2019/20 (Апертура)
  -  Срібний призер (1): 2015/16 (Клаусура)

- Кубок Мексики
  -  Фіналіст (1): 2019/20
  -  Фіналіст (1): 2018/19

- Ліга чемпіонів КОНКАКАФ
  -  Чемпіон (2): 2019, 2021

Мексика
- Переможець Ігор Центральної Америки та Карибського басейну: 2014
- Срібний призер Панамериканських ігор: 2015